# عشق من
«عشق من» (به انگلیسی: Groupie Love) ترانه‌ای از هنرمند اهل ایالات متحده آمریکا لانا دل ری با همراهی رپر آمریکایی ایسپ راکی برای پنجمین آلبوم استودیویی‌اش شهوت برای زندگی (۲۰۱۷) است. این ترانه در ۲۸ ژوئیه ۲۰۱۷ به‌عنوان چهارمین تک‌آهنگ آلبوم منتشر شد.